# University of Manitoba
University of Manitoba (U of M), är ett offentligt universitet i Winnipeg, Manitoba, Kanada. Det grundades 1877 och var då Västra Kanadas första universitet.
University of Manitoba placerade sig på plats 601-650 2020 i QS Universitetsvärldsrankning över världens bästa universitet.
Universitetet är medlem i den så kallade U15-gruppen.

## Historik

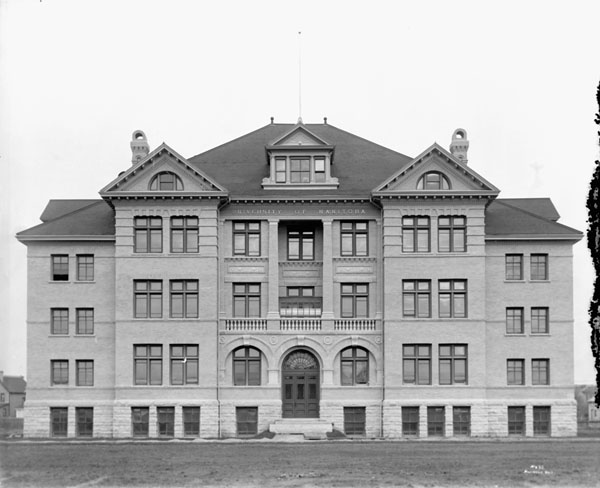
Ett historiskt foto av University of Manitoba

Universitetet grundades av Alexander Morris. Tillståndet gavs den 28 februari 1877 och det officiella öppnandet skedde den 20 juni samma år.. 

### Universitetets "presidenter"
- James Alexander MacLean (1913–1934)
- Sidney Earle Smith (1934–1944)
- Henry Percy Armes, acting (1944–1945)
- Albert William Trueman (1945–1948)
- Albert Henry S. Gillson (1948–1954)
- Hugh Hamilton Saunderson (1954–1970)
- Ernest Sirluck (1970–1976)
- Ralph Campbell (1976–1981)
- Arnold Naimark (1981–1996)
- Emőke J.E. Szathmáry (1996–2008)
- David Barnard (2008–Present)

### Universitetets kanslerer
- Samuel Matheson (1908–1934)
- John W. Dafoe (1934–1944)
- A. K. Dysart (1944–1952)
- Victor Sifton (1952–1959)
- Justice S. Freedman (1959–1968)
- Peter D. Curry (1968–1974)
- Richard S. Bowles (1974–1977)
- Isabel G. Auld (1977–1986)
- Henry E. Duckworth (1986–1992)
- Authur V. Mauro (1992–2001)
- Bill Norrie (2001–2010)
- Harvey Secter (2010-)